# Perfect Strangers (Album)
Perfect Strangers (englisch für „Wildfremde“) ist das elfte Studioalbum der englischen Hard-Rock-Band Deep Purple. Es handelt sich hierbei um das erste Album, das mit der wiedervereinigten zweiten Bandbesetzung aufgenommen wurde.

## Hintergrund
Schon im Jahre 1981 machte die Pressemeldung über eine Wiedervereinigung Deep Purples in deren Mark-II-Besetzung (Ritchie Blackmore, Ian Paice, Roger Glover, Ian Gillan und Jon Lord) inklusive eines neuen Albums und anschließender Europatournee die Runde. Aber durch Blackmores Verpflichtungen seiner eigenen Band Rainbow gegenüber verebbte das Projekt zusehends. Da aber einige Zeit später Blackmore und Lord mit den musikalischen Ausrichtungen ihrer Bands Rainbow bzw. Whitesnake immer unzufriedener wurden, stand einer Reunion ihrer alten Band nichts mehr im Wege.
Am Jahresende 1983 trafen sich die fünf Musiker auf Initiative von Ian Gillan zu einem ersten Gespräch. Blackmore schuf schon im Januar 1984, zum Ende seiner Tätigkeit mit Rainbow hin, erste Ideen für ein neues Album mit Deep Purple. Jedoch wollte er zunächst nur am Projekt mitwirken, wenn er 50 Prozent aller Einnahmen bekäme, was ihm von den anderen vier Mitgliedern schnell ausgeredet wurde. Einem Gerücht zufolge sollen jedem Musiker zwei Millionen Dollar von Polygram angeboten worden sein. Die fünf Musiker unterzeichneten einen mehrjährigen Vertrag mit Polydor.

## Entstehung und Veröffentlichung
Anschließend traf sich die Band im August 1984 in Stowe (Vermont), um ihr elftes Album einzuspielen. Das Reunion-Album wurde von Roger Glover und Deep Purple produziert. Gemischt wurde die Platte im „Tennessee Tonstudio“ in Hamburg. Ursprünglich wollte Ritchie Blackmore das Album „At Last, the 1974 Album“ nennen, um damit hervorzuheben, dass Deep Purple daran anknüpfen und das vollenden, was 1973 unterbrochen worden war. Aber die anderen Bandmitglieder überstimmten ihn, denn „sie wollten nicht wie 1974, sondern wie 1984 klingen“ (Jon Lord). Das Album enthielt mit prägnanten Riffs, den Titelsong Perfect Strangers und Knocking at Your Back Door inbegriffen, schnellen instrumentalen Duellen von Blackmore und Lord in A Gypsy’s Kiss die bewährten „Deep-Purple-Zutaten“ in leicht modernisiertem Sound und verkaufte sich gut, ebenso wie die nachfolgende Tournee. Im Verlauf der US-Tour 1985 musste die Band zahlreiche Zusatzkonzerte geben.
Die CD- und Kassetten-Versionen des Albums enthalten zusätzlich den Track Not Responsible. 1999 wurde die CD neu aufgelegt. Diese CD enthält den Bonus-Instrumental-Track Son of Alerik, der zuvor als B-Seite der Single Perfect Strangers erschienen ist.

## Titelliste
Wenn nichts anderes angegeben, wurden die Titel von Ritchie Blackmore, Ian Gillan und Roger Glover geschrieben
1. Knocking at Your Back Door – 7:00
2. Under the Gun – 4:35
3. Nobody’s Home (Ritchie Blackmore, Ian Gillan, Roger Glover, Jon Lord, Ian Paice) – 3:55
4. Mean Streak – 4:20
5. Perfect Strangers – 5:23
6. A Gypsy’s Kiss – 5:12
7. Wasted Sunsets – 3:55
8. Hungry Daze – 4:44

Bonustrack (CD, MC):
1. Not Responsible – 4:36

Bonustrack (Remastered-CD von 1999):
1. Son of Alerik (Ritchie Blackmore) – 10:02

Das Stück Under the Gun (Titel 2) enthält ein kurzes Zitat aus Elgars Pomp and Circumstance March No. 1 mit der Melodie zu  Land of Hope and Glory.

## Rezeption

### Rezensionen
Mit Perfect Strangers gelang Deep Purple ein erfolgreiches Comeback. So zählt es zu ihren erfolgreichsten und beliebtesten Alben überhaupt. Das Magazin Rock Hard veröffentlichte im Jahr 2007 eine Bestenliste aus 500 Rock- und Metalalben und listete Perfect Strangers auf Platz 231. Matthias Breusch kam im selbigen Magazin zu folgendem Fazit:

„Deep Purple waren der Konkurrenz schon immer ein Stück voraus. Nach dem vergeblichen Hoffen auf eine Wiedervereinigung der Beatles, die mit John Lennons Ermordung im Dezember 1980 ein abruptes Ende fand, ist die Reunion von Purple in der Mark II-Besetzung die erste und bis heute in puncto Medien-Echo größte ‚Auferstehung‘ der Rockgeschichte. Das Erscheinen der Comeback-Scheibe Perfect Strangers, acht Jahre nach dem Ende des Mark IV-Line-ups durch den Tod von Tommy Bolin, setzt aber auch musikalisch Maßstäbe, weil die Herren Glover, Lord, Paice, Gillan und Blackmore keinen Aufguß zwölf Jahre alter Songwritingtechniken fabriziert haben, sondern mit einem brandneuen, frischen und von Bassist Roger Glover satt produzierten Hit-Album verblüffen. Die Highlights der Scheibe stehen qualitativ in einer Reihe mit den grandiosen Kompositionen der frühen Jahre, auch wenn sie stilistisch auf einem anderen Kontinent beheimatet und nicht einmal mit Ritchie Blackmores Muckerfressermaschine Rainbow oder Whitesnake (dem erfolgreichsten Betätigungsfeld von Jon Lord und Ian Paice) vergleichbar sind. Perfect Strangers entpuppt sich als unwiderstehlich monumentaler Titelsong, der Klasse-Opener Knocking at Your Backdoor ist eine bunte Plakatwand für exzessiven Analsex und quicklebendiges Beispiel für Ian Gillans Format als ironisch-poetisch-politischer Texter, und wer bei dem gigantischen Slow-Song Wasted Sunsets keinen Kloß im Hals fühlt, hat ein Herz aus Stein.“

Er vergab neun von 10 Punkten.

### Charts und Chartplatzierungen
| ChartsChartplatzierungen       | Höchstplatzierung | Wochen/ Monate |
| ------------------------------ | ----------------- | -------------- |
| Deutschland (GfK)              | 2 (28 Wo.)        | 28 Wo.         |
| Österreich (Ö3)                | 5 (4 Mt.)         | 4 Mt.          |
| Schweiz (IFPI)                 | 1 (20 Wo.)        | 20 Wo.         |
| Vereinigtes Königreich (OCC)   | 5 (15 Wo.)        | 15 Wo.         |
| Vereinigte Staaten (Billboard) | 17 (32 Wo.)       | 32 Wo.         |

| ChartsJahrescharts (1985) | Platzierung |
| ------------------------- | ----------- |
| Deutschland (GfK)         | 42          |
| Schweiz (IFPI)            | 23          |

### Auszeichnungen für Musikverkäufe
| Land/Region                  | Auszeichnungen für Musikverkäufe (Land/Region, Auszeichnung, Verkäufe) | Verkäufe  |
| ---------------------------- | ---------------------------------------------------------------------- | --------- |
| Australien (ARIA)            | Gold                                                                   | 20.000    |
| Deutschland (BVMI)           | Gold                                                                   | 250.000   |
| Kanada (MC)                  | Platin                                                                 | 100.000   |
| Neuseeland (RMNZ)            | Platin                                                                 | 20.000    |
| Vereinigte Staaten (RIAA)    | Platin                                                                 | 1.000.000 |
| Vereinigtes Königreich (BPI) | Gold                                                                   | 100.000   |
| Insgesamt                    | 3× Gold · 3× Platin ·                                                  | 1.490.000 |